# آر. ك. ليمان
آر. ك. ليمان (بالإنجليزية: Rudolph Chambers Lehmann)‏ هو صحفي ومجدف وسياسي بريطاني (وحمل سابقاً جنسية المملكة المتحدة لبريطانيا العظمى وأيرلندا)، ولد في 3 يناير 1856 في المملكة المتحدة، وتوفي في 22 يناير 1929 في المملكة المتحدة. حزبياً، نشط في الحزب الليبرالي. في الانتخابات العامة في المملكة المتحدة 1906 ‏، انتخب عضو برلمان المملكة المتحدة الـ28 عن دائرة هاربورو (12 يناير 1906 – 10 يناير 1910) وفي الانتخابات العمومية البريطانية في يناير 1910 ‏، انتخب عضو برلمان المملكة المتحدة الـ29 عن دائرة هاربورو (15 يناير 1910 – 28 نوفمبر 1910).